# Черкез Алі
Черкез Алі Аметов (крим. Çerkez Ali Amet oğlu Ametov), (25 травня 1925 , Бахчисарайський район, Кримська АРСР  — 21 лютого 2005 , Сімферополь ) — кримськотатарський письменник, поет та публіцист. Головний редактор журналу «Йылдыз» (1976—1979). Заслужений діяч мистецтв України (2000).

## Біографія
Народився 25 травня 1925 року у селі Богатир. Навчався у місцевій сільській школі. У 1944 році його дитиною депортували на Урал, звідки він потім переїхав до Казахстану. Закінчивши філологічний факультет Ташкентського педагогічного інституту ім. Низами, очолив відділ літератури та мистецтва у газеті «Ленін байраги».
У 1967—1986 роках був завідувачем відділу кримськотатарської літератури у видавництві ім. Г. Гуляма, водночас займався редагуванням альманаху «Йылдыз» (1976—1979 роки). Пізніше став заступником головного редактора цього ж журналу. У Ташкенті було видано низку збірок його поезії та прози — «Арзуларим» (Мої мрії), «Єр нефесі» (Дихання землі), «Ешіль далгалар» (Зелені хвилі), «Сабалар кучагинда» (В обіймах зорі) та інші.
1995 року Черкез-Алі повернувся на батьківщину. 1999 року в Сімферополі видано його книгу «Уян, Чатирдаг, уян!» (Прокинься, Чатирдаг, прокинься!). У зв'язку з 75-річчям 2000 року йому присвоєно звання Заслуженого діяча мистецтв України. Помер 21 лютого 2005 року у Сімферополі.